# Trichodura anceps
Trichodura anceps är en tvåvingeart som först beskrevs av Fabricius 1805.  Trichodura anceps ingår i släktet Trichodura och familjen parasitflugor. Inga underarter finns listade i Catalogue of Life.